# Glikoproteiny

Grupa oligosacharydowa związana kowalencyjnie wiązaniem N-glikozydowym z asparaginą.

Glikoproteiny – białka zawierające wiązane kowalencyjnie, z reguły liczne, oligosacharydy o łańcuchu prostym, czasem rozgałęzionym, złożonym zwykle z 2-10 reszt monosacharydu (z reguły są zbudowane z N-acetyloheksozaminy, galaktozy lub mannozy, a rzadziej z glukozy). Dołączanie sacharydów następuje po pełnej syntezie łańcucha polipeptydowego w ramach tzw. modyfikacji potranslacyjnej (glikozylacja jest najpowszechniejszą formą modyfikacji potranslacyjnej). Glikoproteiny są szeroko rozpowszechnione u roślin i zwierząt, gdzie stanowią składniki cieczy ustrojowych i białek błonowych. Głównymi przedstawicielami są liczne enzymy (np. hydrolaza acetylocholiny, glukoamylaza), hormony białkowe, białka surowicy (α-glikoproteina plazmy krwi), wszystkie przeciwciała i substancje grupowe krwi. Zawartość sacharydów w glikoproteinach waha się w granicach od 3% (albumina jaja) do 50% (albumina gruczołu podszczękowego). Podstawowa funkcja glikoprotein to ochrona przed proteolizą oraz zlepianie i "smarowanie" powierzchni faz. Są one również odpowiedzialne za rozpoznawanie ciał obcych (przeciwciała) oraz własnych specyficznie pasujących elementów, np. znamię słupka i powierzchnia pyłku u roślin, szczepy bakterii Rhizobium i powierzchnia korzenia (lektyny). Stanowią też podstawowy składnik substancji grupowych krwi oraz licznych receptorów występujących na powierzchni komórki.

## Przykładowe glikoproteiny
- gliadyna
- mucyna